# Larringes
Larringes ist eine französische Gemeinde im Département Haute-Savoie in der Region Auvergne-Rhône-Alpes.

## Geographie
Larringes liegt auf 792 m, sieben Kilometer östlich der Stadt Thonon-les-Bains (Luftlinie). Das Dorf erstreckt sich im Chablais, an aussichtsreicher Lage auf dem Hochplateau des Pays de Gavot südlich des Genfersees und östlich des Tals der Dranse, in den Savoyer Voralpen.
Die Fläche des 8,07 km² großen Gemeindegebiets umfasst einen Abschnitt des Hochplateaus im zentralen Chablais. Die Hochfläche fällt leicht nach Westen ab und wird vom Bach Maravant zur Dranse entwässert. Die höchste Erhebung von Larringes wird mit 870 m auf dem Plateau nördlich von Vinzier erreicht. 
Zu Larringes gehören die Weilersiedlungen Chez Desbois (755 m), Chez Crosson (800 m), Saint-Thomas (780 m) und Vérossier (840 m), alle auf dem Plateau des Pays de Gavot gelegen. Nachbargemeinden von Larringes sind Publier, Évian-les-Bains und Neuvecelle im Norden, Saint-Paul-en-Chablais im Osten, Vinzier und Féternes im Süden sowie Champanges im Westen.

## Geschichte
Das Gemeindegebiet von Larringes war schon während der Römerzeit bewohnt, was aufgrund von Mauerfundamenten aus jener Zeit nachgewiesen werden konnte. Der Ortsname wird 892 unter dem Namen ad Ladrini erstmals urkundlich erwähnt. Später erschienen die Bezeichnungen Larringis (1170) und Larrinio (1188). Der Ortsname ist wahrscheinlich vom burgundischen Personennamen Lader (Ladahar) abgeleitet und bedeutet bei den Leuten des Lader.
Im 10. Jahrhundert wurde an der Stelle der Ruinen eines römischen Bauwerks das Schloss Larringes errichtet. Es gehörte im Mittelalter zunächst den Grafen von Allinges und später den Grafen von Savoyen.

## Sehenswürdigkeiten
Die Dorfkirche von Larringes und die Kapelle von Chez-Crosson stammen beide aus dem 19. Jahrhundert. Nordöstlich des Dorfes steht an einem schönen Aussichtspunkt das Schloss, das im Kern auf das 10. Jahrhundert zurückgeht, jedoch im Lauf der Zeit mehrfach umgestaltet und restauriert wurde.

## Bevölkerung
| Jahr                       | 1962 | 1968 | 1975 | 1982 | 1990 | 1999 |
| Einwohner                  | 529  | 540  | 542  | 583  | 734  | 976  |
| Quellen: Cassini und INSEE |      |      |      |      |      |      |

Mit 1589 Einwohnern (Stand 1. Januar 2022) gehört Larringes zu den kleineren Gemeinden des Département Haute-Savoie. In den letzten Jahrzehnten wurde ein kontinuierliches starkes Wachstum der Einwohnerzahl verzeichnet.

## Wirtschaft und Infrastruktur
Larringes war bis weit ins 20. Jahrhundert hinein ein vorwiegend durch die Landwirtschaft geprägtes Dorf. Heute gibt es verschiedene Betriebe des lokalen Kleingewerbes. Zahlreiche Erwerbstätige sind Wegpendler, die in den größeren Ortschaften der Umgebung, vor allem in Thonon-les-Bains, ihrer Arbeit nachgehen.
Die Ortschaft liegt abseits der größeren Durchgangsstraßen, ist aber sowohl von Thonon-les-Bains als auch von Évian-les-Bains leicht erreichbar. Weitere Straßenverbindungen bestehen mit Féternes und Vinzier.